# Масса-Каррара (провинция)
Ма́сса-Карра́ра (итал. Provincia di Massa-Carrara) — провинция в Италии в регионе Тоскана. Название провинции основано на двух городах, расположенных в ней — Каррара и Масса, её столицы.

## География
Провинция занимает площадь 1156 км². Население составляет 200 695 (по состоянию на 2005 год). В провинции есть 17 коммун. По состоянию на 30 июня 2005 года крупнейшими коммунами являются:
| Коммуна                  | Население |
| ------------------------ | --------- |
| Масса                    | 66 097    |
| Каррара                  | 65 221    |
| Аулла                    | 10 529    |
| Монтиньозо               | 10 154    |
| Фивиццано                | 8 947     |
| Понтремоли               | 8 112     |
| Личчана-Нарди            | 4 892     |
| Виллафранка-ин-Луниджана | 4 663     |
| Фоздиново                | 4 642     |
| Мулаццо                  | 2 593     |
| Филаттиера               | 2 411     |
| Трезана                  | 2 052     |
| Поденцана                | 1 996     |
| Баньоне                  | 1 975     |
| Цери                     | 1 296     |
| Казола-ин-Луниджана      | 1 193     |
| Комано (Тоскана)         | 773       |

## История
В 1938 году муниципалитеты Масса, Каррара и Монтиньозо были объединены в провинцию Апуаниа, в 1946 году сформирован новый муниципалитет Апуаниа.
В 2009 году оба постановления от 1938 и 1946 годов были отменены и провинции возвращено её прежнее название.